# Platja d'El Reguero
La Platja del Reguero, també coneguda com a Platja del Cordial, es troba en el concejo asturià de Castrillón i pertany a la localitat de Bayas. El grau d'urbanització i d'ocupació són baixos i el seu entorn és rural. El seu jaç està format per palets sorra de gra gruixut i fosques i amb afloraments de roques. Els graus d'ocupació i urbanització són mig-baixos.
Per a accedir a aquesta platja, cal localitzar els pobles més grans de les seves proximitats. En aquest cas són: «Cueto» i «Bayas». La platja està situada a l'est del cap Vidrias i per la «punta del Socors». Si es parteix de Bayas en direcció al cementiri es creua amb una carretera a uns 100 m que va cap a la dreta i que està senyalitzada com a «carretera tallada». Prenent precisament aquesta carretera es pot baixar amb cotxe uns dos km i s'arriba a un petit aparcament i al pas de la «senda costanera». Darrere de l'aparcament i aprofitant el llit del rierol
del Regueru s'arriba a la platja fàcilment. No té cap servei i les activitats recomanades són la pesca submarina i la recreativa a canya. Es pot portar la mascota. És molt recomanable recórrer la senda costanera en tots dos sentits, ja que cadascun d'ells ofereix panoràmiques molt diferents i atractives.